# Atelocynus microtis
El zorro de orejas cortas, atelocino, perro de orejas cortas, perro de monte o perro selvático (Atelocynus microtis) es un cánido propio de Sudamérica. Es la única especie del género Atelocynus. 

## Hábitat y distribución geográfica
Prefiere áreas boscosas de baja actividad humana. Casi todos los registros de esta especie están ligados a hábitats de bosque pluvial bajo. Vive en la selva tropical a cerca de 1000 m s. n. m., en la Amazonia en Bolivia, Brasil, Perú, Ecuador y Colombia. Hay un solo informe de "tres animales delgados, parecidos a perros" de esta especie avistados en la región del Darién, en Panamá, en 1984.

## Descripción
Mide de 70 a 100 cm de largo de cuerpo y 30 cm de cola, que cuando pende perpendicular al suelo la va arrastrando. Pesa hasta 9 kg y alcanza una altura de 35 cm. Las hembras llegan a ser un 30% más grandes que los machos. Tiene patas cortas y ágiles, además de orejas cortas y redondeadas, que solo miden de 3 a 5 cm. Este cánido se distingue por su hocico de zorro y por una gruesa cola. Su pelaje es grueso, erizado y generalmente gris, yendo de negruzco o azulado a pardo rojizo. Sus patas están parcialmente palmeadas, debido a su hábitat parcialmente acuático. Se mueve como un felino.

## Alimentación
Come pequeños mamíferos, peces, insectos, frutas y reptiles. Una investigación llevada a cabo en la Estación Biológica Cocha Cashu, en Perú, arrojó que su dieta está compuesta en un 28% por peces, un 17% por insectos, un 13% por mamíferos pequeños, un 10% por frutas diversas, un 10% por aves, un 10% por cangrejos, un 4% por ranas y un 3% por reptiles.

## Comportamiento
Es uno de los cánidos más raros y menos conocidos del mundo. Tiene hábitos nocturnos y solitarios. Los machos expelen un fuerte olor si son acosados o molestados.
Poquísimos atelocinos han estado en cautiverio. El primero en 1882 en el Jardín Zoológico de Londres, luego en los zoos de Viena, Colonia, Nueva York, Chicago, pero nunca se reprodujo. Los tres ejemplares en Chicago tuvieron mucha observación, tras lo cual se advirtió que la hembra dominaba a los dos machos. En 2006, no había ningún atelocino en zoológicos.

## Otros nombres
El atelocino recibe varios otros nombres en las zonas donde es endémico: cachorro-do-mato-de-orelha-curta en portugués, nomensarixi en idioma chiquitano y uálaca en lengua yucuna. En español, también se le conoce como zorro ojizarco, zorro sabanero o zorro negro.

## Evolución
Después de la formación del istmo de Panamá, en la última parte del Terciario (hace alrededor de 2.5 millones de años en el Plioceno), los cánidos migraron de América del Norte hacia el sur del continente, como parte del Gran intercambio americano. Los ancestros del atelocino se adaptaron a la vida en la selva tropical, desarrollando las características morfológicas y anatómicas actuales. Aparte de su similitud aparente con el perro venadero, el atelocino no parece estar relacionado con ningún otro cánido de la familia de los zorros o de los lobos, siendo uno de los cánidos más inusuales.
Se reconocen dos subespecies de este cánido:
- A. m. microtis
- A. m. sclateri